# Marie-Joseph Geoffroy
Marie-Joseph Geoffroy est un homme politique français né le 23 janvier 1754 à Fontainebleau (Seine-et-Marne) et décédé le 26 décembre 1826 au même lieu.
Menuisier, puis marchand de meubles, il devient officier municipal à Fontainebleau sous la Révolution. Il est député de Seine-et-Marne à la Convention et vote la réclusion de Louis XVI. Il est ensuite messager d’État au Conseil des Anciens, puis au Tribunat. Il termine sa carrière comme receveur des contributions directes.

## Éponymie

### Odonymie

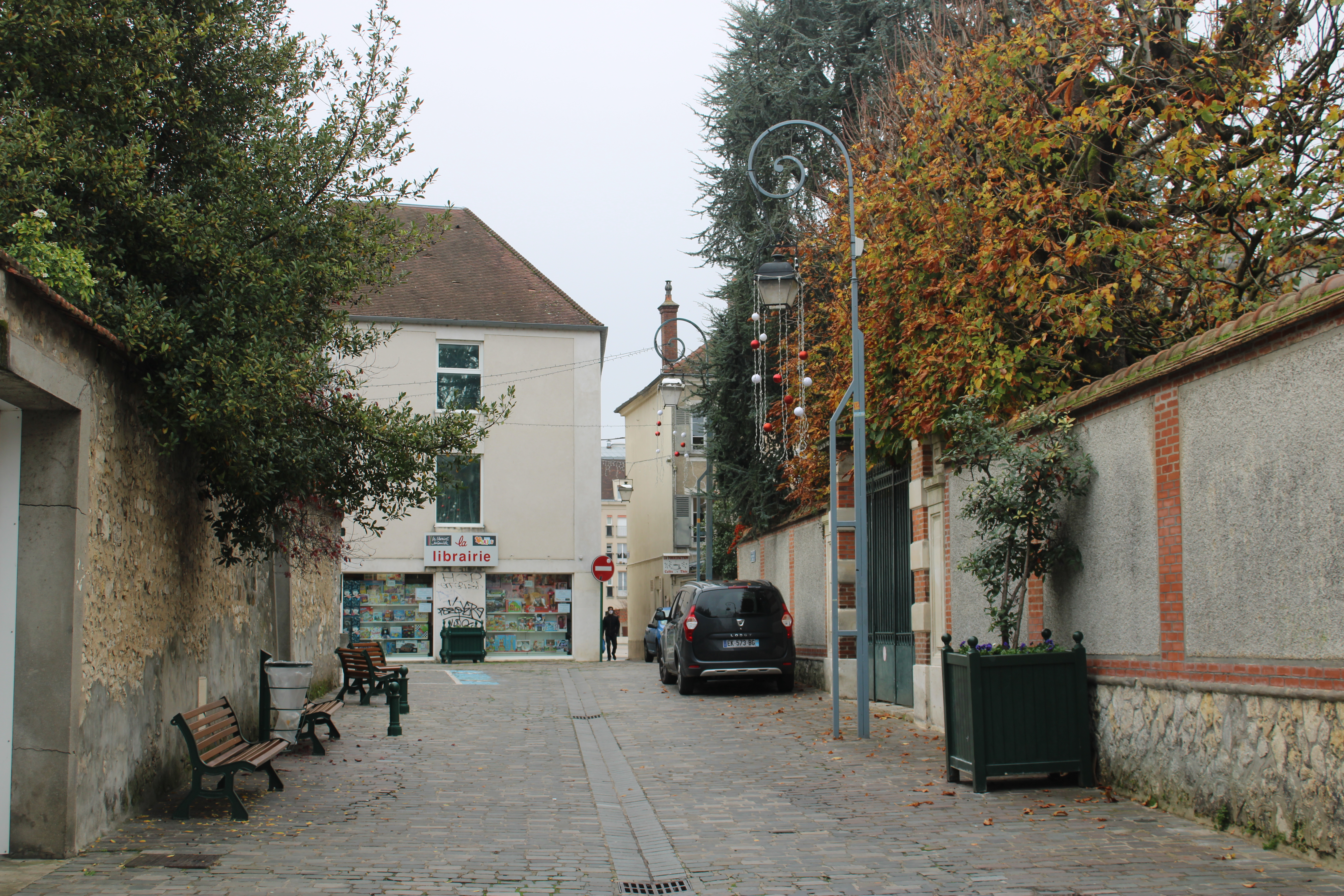
Rue du Conventionnel-Geoffroy

- rue du Conventionnel-Geoffroy[1], dans le centre-ville de Fontainebleau, constituant l'une des rues de la zone piétonne.

## Source
- « Marie-Joseph Geoffroy », dans Adolphe Robert et Gaston Cougny, Dictionnaire des parlementaires français, Edgar Bourloton, 1889-1891 [détail de l’édition]